# Плешкан Іван Дмитрович
Іва́н Дми́трович Плешкан (4 липня 1866, с. Тулова, нині Снятинський район — 19 січня 1902, с. Чортовець, нині Городенківський район) — український священник, поет, фольклорист, перекладач. Товаришував з Василем Стефаником. Батько малярки Ольги Плешкан.

## Життєпис
Писав поезії, збирав народні перекази та співанки, випробовував себе як перекладач. Деякі з його поезій покладені на музику, зокрема, Сильвестром Яричевським.
Навчаючись у цісарсько-королівській Коломийській гімназії, був одним з активістів українського студенства, за ним йшли Василь Стефаник та Лесь Мартович.
Однією з його ідей були народницькі походи — задля вивчення народних звичаїв та побуту українців. Саме так він закликав студентів у вірші «Лист до братів» — до мандрівок у гори, на Гуцульщину. Влітку 1885 року здійснив першу мандрівку із студентами в гори.
Опісля закінчення гімназії та семінарій оселився в Чортівці, пов'язав усе своє подальше життя з Оленою (Галиною) Гаморак (одружилися 1894 року). Спершу служив приват-сотрудником у містечку Обертині Городенківського повіту, згодом — інституйований парохом Чортівця Городенківського деканату.
Помер раптово, на Йордан, під час відправи Святої літургії.